# Lukuledi
La Lukuledi est un fleuve de Tanzanie, d'une longueur totale de 160 kilomètres, qui coule de la frontière entre les régions de Lindi et Mtwara. 
Le Lukuledi coule vers l'est-nord-est dans la région de Lindi, se jette dans l'océan Indien près de Lindi. Elle sépare les plateaux de Rondo et Makonde. En saison sèche, son débit diminue fortement, et seuls les 40 derniers kilomètres ne sont jamais totalement à sec.
La partie ouest ou supérieure du bassin versant de Lukuledi se trouve dans l'écorégion des forêts du Miombo oriental (en). La partie orientale ou inférieure du bassin versant se situe dans l'écorégion de la mosaïque forestière côtière du sud de Zanzibar-Inhambane.

## References
- (en) Cet article est partiellement ou en totalité issu de l’article de Wikipédia en anglais intitulé « Lukuledi River » (voir la liste des auteurs).

1. ↑  (en) « Lukuledi River, Lindi Region, Tanzania »